# Great Lake Swimmers (album)
Great Lake Swimmers è il primo album in studio del gruppo musicale canadese Great Lake Swimmers, pubblicato nel 2003.

## Tracce
Testi e musiche di Tony Dekker.
1. Moving Pictures Silent Films – 5:31
2. The Man with No Skin – 5:26
3. Moving, Shaking – 5:22
4. Merge, a Vessel, a Harbour – 4:44
5. I Will Never See the Sun – 3:35
6. This Is Not like Home – 3:45
7. The Animals of the World – 5:31
8. Faithful Night, Listening – 4:08
9. Three Days at Sea (Three Lost Years) – 3:52
10. Great Lake Swimmers – 6:45